# Paralimnophila eucrypta
Paralimnophila eucrypta är en tvåvingeart som först beskrevs av Alexander 1931.  Paralimnophila eucrypta ingår i släktet Paralimnophila och familjen småharkrankar. Inga underarter finns listade i Catalogue of Life.